# اچ‌ام‌اس ویکفول (اچ۸۸)
اچ‌ام‌اس ویکفول (اچ۸۸) (به انگلیسی: HMS Wakeful (H88)) یک کشتی بود که طول آن ۳۰۰ فوت (۹۱٫۴ متر) بود. این کشتی در سال ۱۹۱۷ ساخته شد. و جزء بهترین ها بود.